# Tale e quale show - Il torneo (decima edizione)
La decima edizione del talent show Tale e quale show - Il torneo (spin-off di Tale e quale show) è andata in onda il 19 novembre 2021 su Rai 1 in prima serata sempre con la conduzione di Carlo Conti.
L'edizione è stata vinta dai Gemelli di Guidonia, davanti a Francesca Alotta e a Stefania Orlando.
Il 29 dicembre 2021, a causa di uno sciopero dei giornalisti della Rai, fu trasmessa anche in replica, nella fascia pomeridiana, sostituendo La vita in diretta.

## Il programma
Questo spin-off prevede una gara fra undici VIP. A sfidarsi sono stati i primi quattro classificati della Categorie Uomini e le prime tre classificate della categoria Donne dell'undicesima edizione del programma e i primi due classificati delle Categorie Uomini e Donne della decima edizione del programma, impegnati nell'imitazione di personaggi celebri del mondo della canzone, attraverso la reinterpretazione dei brani di questi ultimi dal vivo. Al termine della serata sono stati sottoposti al giudizio di una giuria. Ogni giurato dichiara i suoi voti per ciascun concorrente, assegnando da cinque a quindici punti. Inoltre, ciascun concorrente in gara deve dare cinque punti ad uno dei concorrenti o a sé stesso, che si sommano a quelli assegnati dalla giuria, determinando così la classifica della puntata. 

## Cast

### Concorrenti

#### Uomini
| Concorrente         | Edizione di provenienza | Posizione |
| ------------------- | ----------------------- | --------- |
| Pago                | 10ª edizione            | 1º posto  |
| Virginio            | 10ª edizione            | 2º posto  |
| Gemelli di Guidonia | 11ª edizione            | 1º posto  |
| Ciro Priello        | 11ª edizione            | 4º posto  |
| Pierpaolo Pretelli  | 11ª edizione            | 5º posto  |
| Dennis Fantina      | 11ª edizione            | 6º posto  |

#### Donne
| Concorrente      | Edizione di provenienza | Posizione |
| ---------------- | ----------------------- | --------- |
| Barbara Cola     | 10ª edizione            | 3º posto  |
| Carolina Rey     | 10ª edizione            | 4º posto  |
| Francesca Alotta | 11ª edizione            | 2º posto  |
| Deborah Johnson  | 11ª edizione            | 3º posto  |
| Stefania Orlando | 11ª edizione            | 7º posto  |

### Giudici
La giuria è composta da:
- Loretta Goggi
- Cristiano Malgioglio
- Giorgio Panariello

#### Giudice ospite
- Antonella Clerici

#### Quarto giudice
In quest'edizione la giuria è stata affiancata dalla presenza di un imitatore, che partecipa al voto delle esibizioni e stila una propria classifica come quarto giudice, vestendo i panni di un personaggio famoso per l'intera serata.
| Messa in onda    | Quarto giudice    | Quarto giudice      |
| Messa in onda    | Giudice imitatore | Personaggio imitato |
| ---------------- | ----------------- | ------------------- |
| 19 novembre 2021 | Francesca Manzini | Sabrina Ferilli     |

### Coach
Coach dei concorrenti sono:
- Daniela Loi: vocal coach
- Matteo Becucci: vocal coach
- Maria Grazia Fontana: vocal coach
- Fabrizio Mainini: coreografo
- Emanuela Aureli: imitatrice
- Antonio Mezzancella: vocal coach
- Pinuccio Pirazzoli: direttore d'orchestra

## Puntata
La decima edizione del torneo è andata in onda in un'unica puntata il 19 novembre 2021 ed è stata vinta dai Gemelli di Guidonia, che hanno interpretato i Bee Gees in How Deep Is Your Love. I concorrenti si sono esibiti con un’imitazione già proposta nella loro edizione di provenienza.
| Ordine | Canzone e cantante imitato                  | Concorrente         | Punteggio | Panariello | Goggi | Malgioglio | Clerici | Manzini | Concorrenti | Social | Bonus |
| ------ | ------------------------------------------- | ------------------- | --------- | ---------- | ----- | ---------- | ------- | ------- | ----------- | ------ | ----- |
| 3      | How Deep Is Your Love - Bee Gees            | Gemelli di Guidonia | 74        | 14         | 15    | 15         | 15      | 14      | -           | 1      | -     |
| 7      | E non finisce mica il cielo - Mia Martini   | Francesca Alotta    | 71        | 15         | 13    | 11         | 12      | 15      | 5           | -      | -     |
| 2      | L’importante è finire - Mina                | Stefania Orlando    | 67        | 13         | 10    | 12         | 14      | 13      | 5           | -      | -     |
| 4      | Perdere l'amore - Massimo Ranieri           | Ciro Priello        | 66        | 12         | 12    | 10         | 10      | 9       | 10          | 3      | -     |
| 6      | Me ne frego - Achille Lauro                 | Pierpaolo Pretelli  | 62        | 7          | 9     | 13         | 13      | 10      | -           | 5      | 5     |
| 8      | Una rosa blu - Michele Zarrillo             | Dennis Fantina      | 62        | 11         | 14    | 7          | 8       | 12      | 5           | -      | 5     |
| 9      | Knock on Wood - Amii Stewart                | Deborah Johnson     | 62        | 8          | 11    | 14         | 11      | 8       | 5           | -      | 5     |
| 5      | Can't Stop the Feeling! - Justin Timberlake | Virginio            | 53        | 9          | 8     | 9          | 5       | 7       | 10          | -      | 5     |
| 1      | Viceversa - Francesco Gabbani               | Pago                | 50        | 10         | 7     | 8          | 9       | 11      | 5           | -      | -     |
| 10     | Come ti vorrei - Iva Zanicchi               | Barbara Cola        | 34        | 5          | 6     | 6          | 6       | 6       | 5           | -      | -     |
| 11     | Oops!… I Did It Again - Britney Spears      | Carolina Rey        | 33        | 6          | 5     | 5          | 7       | 5       | 5           | -      | -     |

- Nota: Ogni concorrente porta il proprio cavallo di battaglia
- Giudice ospite: Antonella Clerici
- Giudice imitatore: Francesca Manzini che imita Sabrina Ferilli

## Cinque punti dei concorrenti
| Alotta   | Cola   | Fantina | Gemelli di Guidonia | Johnson | Orlando | Pago | Pretelli | Priello | Rey      | Virginio |
| -------- | ------ | ------- | ------------------- | ------- | ------- | ---- | -------- | ------- | -------- | -------- |
| Virginio | Alotta | Priello | Orlando             | Pago    | Priello | Cola | Johnson  | Fantina | Virginio | Rey      |

## Punti Bonus della Giuria
Come nella precedente edizione del torneo, anche in questa edizione la classifica finale è stata determinata dai punti guadagnati da ciascun concorrente, a cui si aggiungono altri 5 punti bonus assegnati da ogni giudice e dai coach a un concorrente a loro scelta, rispettivamente:
- Cristiano Malgioglio: Pierpaolo Pretelli
- Loretta Goggi: Deborah Johnson
- Giorgio Panariello: Virginio
- Coach: Dennis Fantina

## Tale e quale pop
Come nelle precedenti edizioni, vi è uno spazio in cui vengono trasmessi video amatoriali inviati da telespettatori che si cimentano nell'imitazione canora di un personaggio del panorama musicale italiano o internazionale. I protagonisti dei migliori video sono stati invitati negli studi di Tale e quale show per partecipare come concorrenti alla seconda edizione di Tali e quali, andata in onda dall'8 gennaio al 12 febbraio 2022 per quattro puntate di sabato.

## Ascolti
| Messa in onda    | Telespettatori | Share  |
| ---------------- | -------------- | ------ |
| 19 novembre 2021 | 4 056 000      | 21,10% |